# Udbetaling
En udbetaling er en indledende forudbetaling for køb af dyre varer/tjenester såsom en bil eller et hus. Det betales normalt kontant eller tilsvarende på tidspunktet for færdiggørelsen af købsaftalen. Et lån af en eller anden art, f.eks. et realkreditlån eller et banklån, er så påkrævet for at finansiere resten af betalingen.
Udbetaling ved boligkøb (hus, ejerlejlighed eller et sommerhus) i Danmark udgør som hovedregel minimum 5 procent af den kontante købesum.
Hovedformålet med en udbetaling er at sikre, at låneinstituttet har tilstrækkelig kapital til at skabe penge til et lån i brøkreservebanksystemer og at inddrive noget af restbeløbet på lånet i tilfælde af, at låntager misligholder. Inden for fast ejendom anvendes aktivet som sikkerhed for at sikre lånet mod misligholdelse. Hvis låntageren ikke tilbagebetaler lånet, er långiveren juridisk berettiget til at sælge aktivet og beholde nok af provenuet til at tilbagebetale den resterende saldo på lånet, inklusive gebyrer og tillagte renter. En udbetaling reducerer i dette tilfælde långivers risiko til mindre end værdien af sikkerheden, hvilket gør det mere sandsynligt, at långiveren vil inddrive det fulde beløb i tilfælde af misligholdelse.
Størrelsen af udbetalingen afgør således, i hvilket omfang långiver er sikret mod de forskellige faktorer, der kan forringe værdien af sikkerhedsstillelsen, samt tabt fortjeneste mellem tidspunktet for sidste betaling og det endelige salg af sikkerheden.
En udbetaling viser endvidere, at låntager er i stand til at rejse et vist beløb til langsigtede investeringer, som långiver kan ønske som bevis på, at låntagers økonomi er sund, og at låntager ikke låner ud over hans eller hendes midler.
Udbetalingen bliver deponeret hos sælgers ejendomsmægler, og købers bank stiller bankgaranti for resten af købesummen, når købsaftalen er underskrevet af både køber og sælger.
Hvis låntager ikke er i stand til at tilbagebetale lånet i sin helhed, fortabes retten til udbetalingen.
Udbetalingskravet kan justeres med henblik på at lægge en dæmper på stigende boligpriser og forhindre en potentiel boligboble.